# Kapelle am Deich

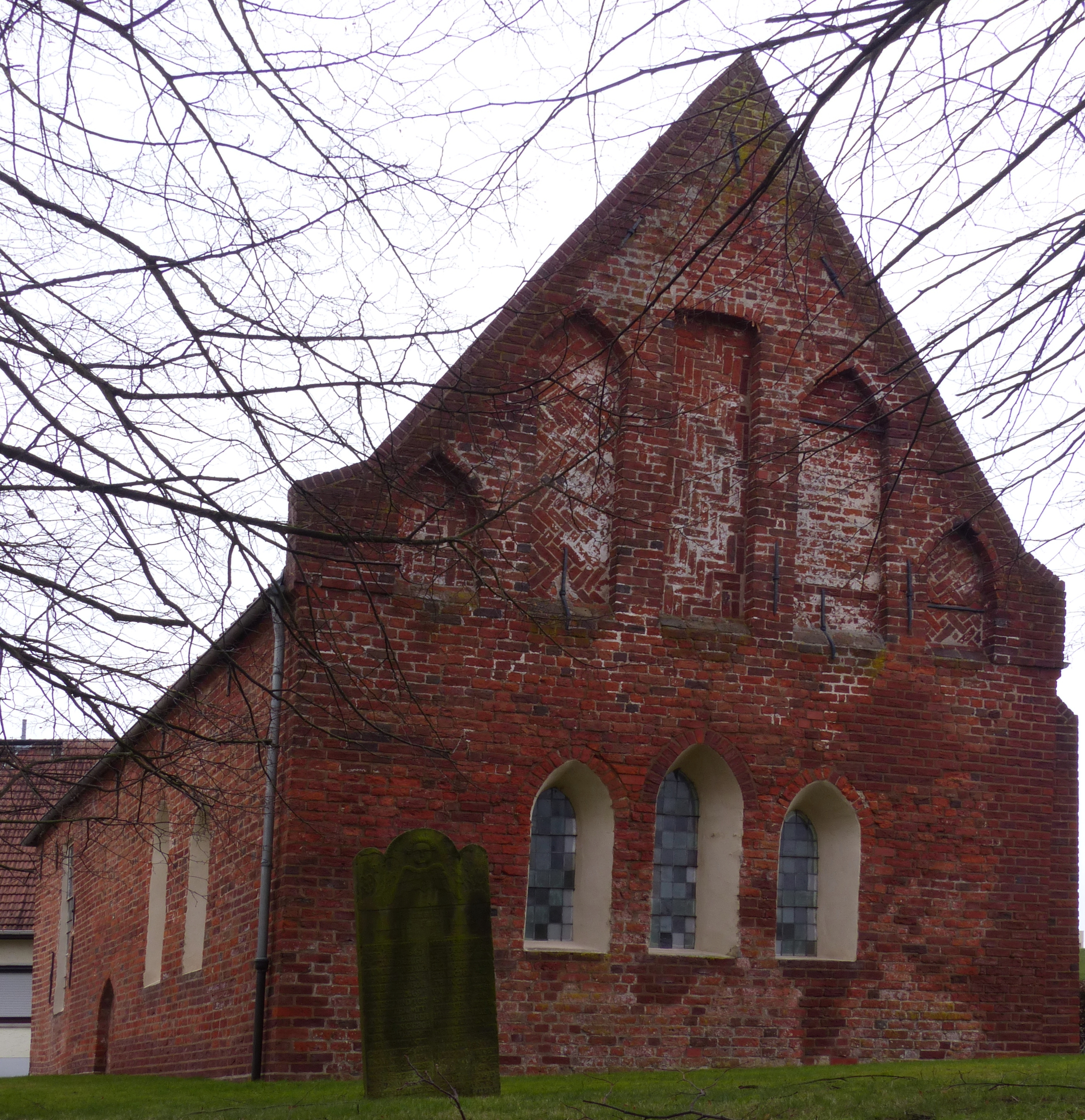
Frühgotischer Rechteckchor mit Mosaikblenden

Die evangelisch-lutherische Kapelle am Deich ist ein Kirchengebäude in der Gemeinde Lemwerder im Landkreis Wesermarsch in Niedersachsen. Sie gehört neben der größeren St.-Gallus-Kirche zur Kirchengemeinde Altenesch/Lemwerder im Kirchenkreis Wesermarsch der Evangelisch-Lutherischen Kirche in Oldenburg.

## Baugeschichte

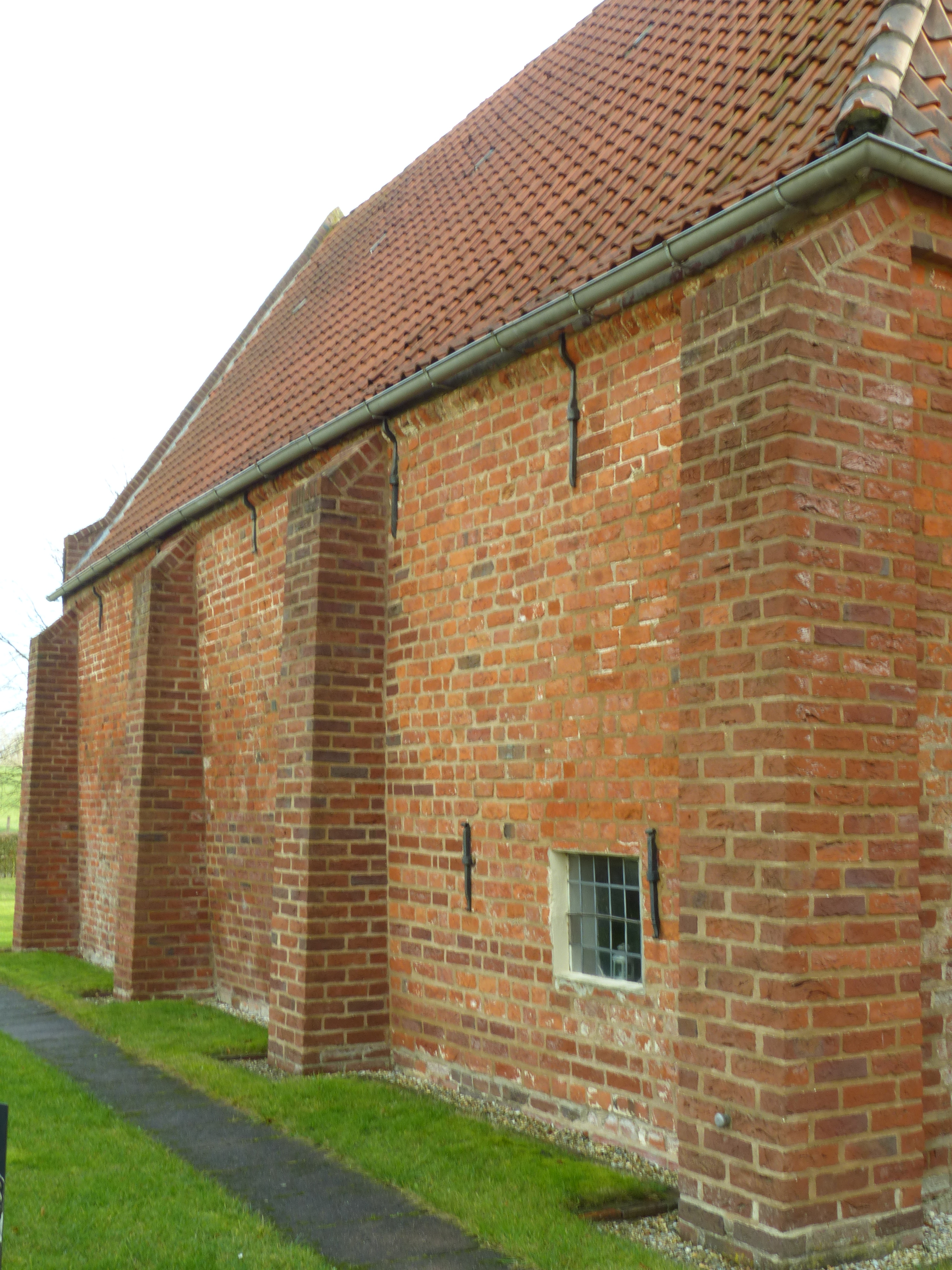
Strebepfeiler stützen die schiefe Nordwand

Die Kapelle am Deich ist ein einschiffiger frühgotischer Backsteinbau, der vermutlich um die Mitte des 13. Jahrhunderts gebaut wurde. Bei der Kapelle handelt es sich um das älteste Gebäude in Lemwerder. Es wurde an der ehemals höchsten Stelle des Ortes errichtet. Im ältesten Teil sind die Mauern 1,15 Meter dick. Der niedrige, seitlich abgesackte Turm stammt von 1652 (Inschriftstein mit Initialen des Kapellenvorstehers Johann Böning). Ein früheres Steingewölbe wurde zwischen 1773 und 1797 entfernt und durch eine Holzbalkendecke ersetzt.
Neuere Forschungen haben erschlossen, dass die Kapelle (oder ihr Vorgängerbau) als Eigenkirche der Grafen von Versfleth, die um 1200 ausstarben, errichtet wurde. Der nahegelegene Ort Versfleth im Gebiet der heutigen Gemeinde Berne wurde nach 1280 von der Weser weggeschwemmt. Ein Namenspatron ist nicht bekannt.

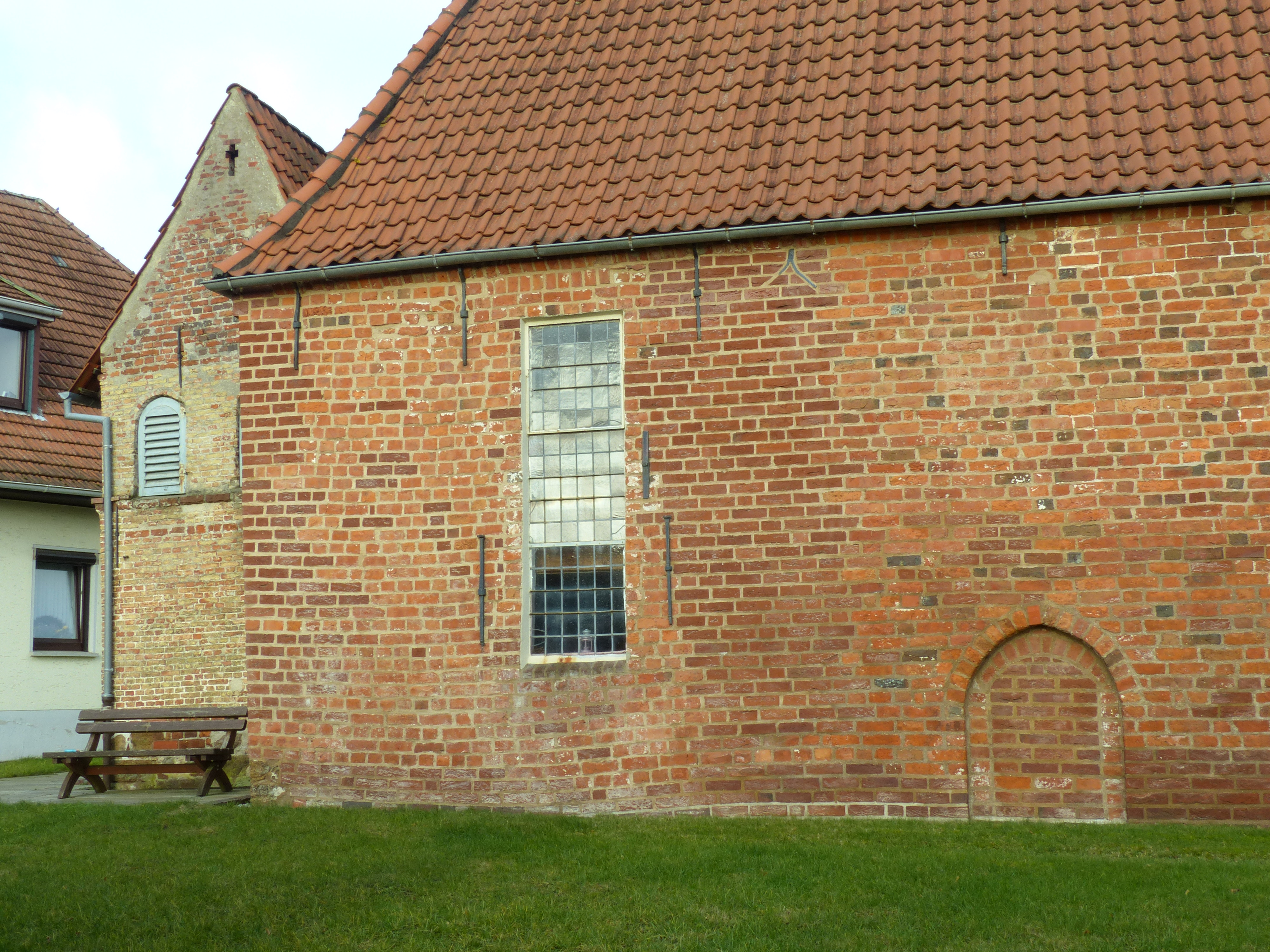
Südwand, westl. des Rechteckfensters neuzeitliches Mauerwerk aus mittelalterlichem Backstein, links Türmchen
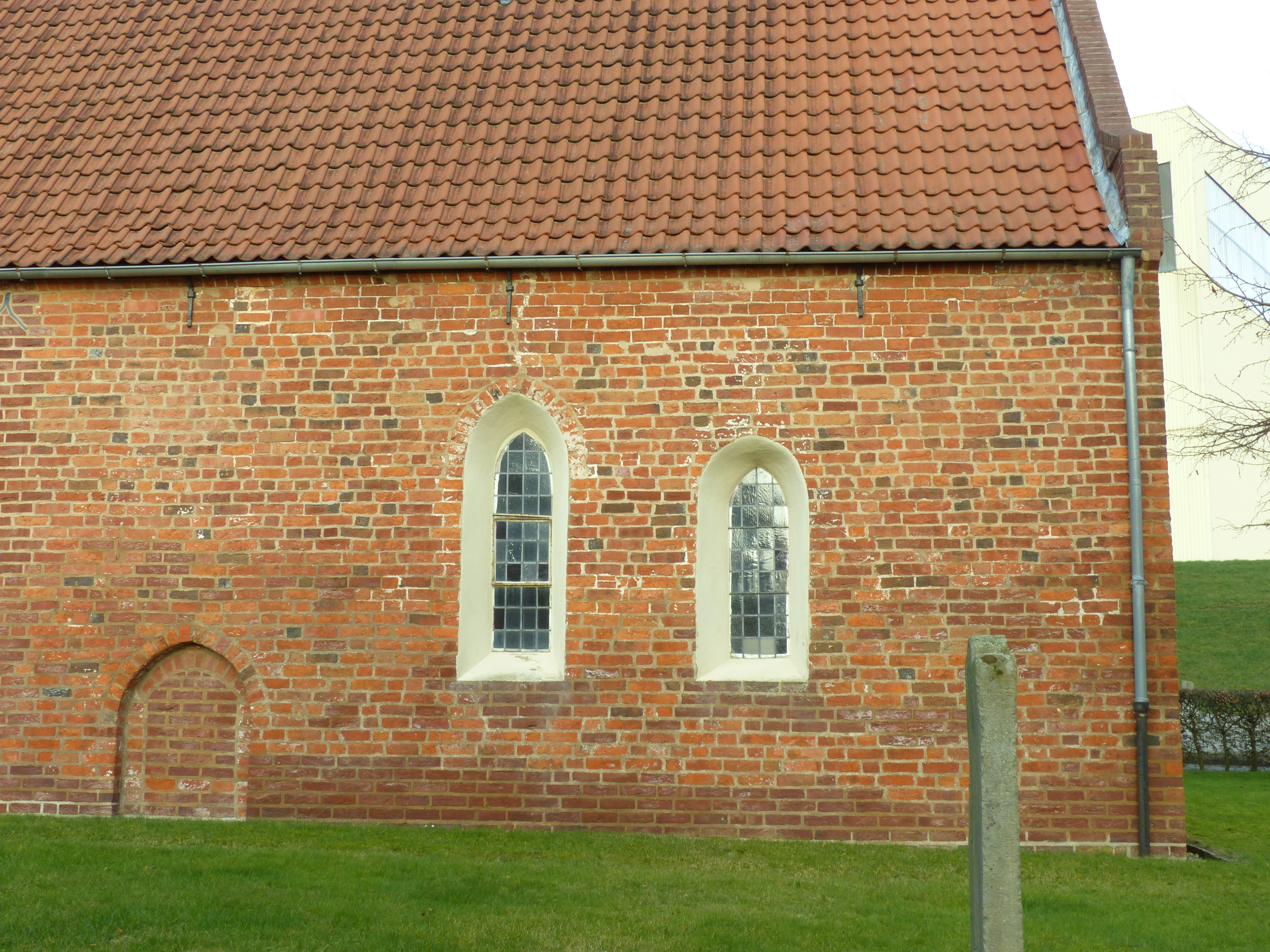
Östliche Südwand, oranger mittelalterlicher und roter neuzeitlicher Backstein; östliches Fenster Nachtrag

## Ausstattung
Im Innern der Kapelle befinden sich:
- Kanzel von 1586 mit geschnitzten und wiederholt farbig bemalten Reliefdarstellungen von vier Tugenden: Gerechtigkeit, Tapferkeit, Klugheit, Hoffnung
- Schlichter Taufstein in Kelchform, wohl noch gotisch,
- Die Emporenprieche wurde wenige Jahre vor 1797 eingebaut.
- Abendmahlsdarstellung, Gemälde von J. Höhle, Bremen 1823
- Zinnerne Altarleuchter von 1761
- Grabplatte der Katharina von Ziegler geb. von Hagemann, verst. 1697, Wohltäterin der Kapelle
- Orgel von Claus Sebastian, Geesthacht; 1 Manual, Pedal, 8 Register, 1997
- Stahl-Glocke, 1863, Bremen
- Votivschiff: Modell der Bark "Pauline", mit der von Lemwerder aus Walfänger ins Eismeer fuhren. Angefertigt und gestiftet von Kapitän a. D. Hans-Nikolaus Schümann 2002.
- Die seitlich der Kirche aufgestellte Keramikstele entstand 2007 im Rahmen eines Kulturprojekts mit Jugendlichen, sie erinnert an die Geschichte des Ortes.